# امصوملي

تعديل مصدري - تعديل

امصوملي هي إحدى قرى عزلة  الوضيع بمديرية الوضيع التابعة لمحافظة أبين، بلغ تعداد سكانها 19 نسمة حسب تعداد اليمن لعام 2004.